# Дом с мезонином (фильм)
«Дом с мезонином» — художественный фильм 1960 года по одноимённому рассказу А. П. Чехова.

## Сюжет
В усадьбе помещика Белокурова проживает в праздности известный художник (Сергей Яковлев). Однажды он знакомится с живущим по соседству семейством Волчаниновых, в котором две дочери: старшая (Лида), серьёзная и строгая девушка с убеждениями, которая пытается помочь простым людям и не очень любит художника за его праздность, и младшая (Женя, или Мисюсь), которая вскоре увлекается художником. Художник тоже влюбляется в Женю, а Лида разрушает их счастье.

## В ролях
- Сергей Яковлев — художник
- Нинель Мышкова — Лидия Волчанинова
- Лариса Гордейчик — Евгения Волчанинова (Мисюсь)
- Ольга Жизнева — Екатерина Павловна Волчанинова
- Юрий Леонидов — помещик Пётр Петрович Белокуров
- Валентина Ананьина — Даша
- Вера Алтайская — Любовь Ивановна
- Сергей Калинин — Лука Иванович, лакей Белокурова

## Съёмочная группа
- Режиссёр: Яков Базелян
- Сценарист: П. Ерофеев
- Композитор: Алексей Муравлёв
- Оператор: Александр Рыбин
- Художник: Борис Комяков